# زیردریایی یو-۳۱۶
زیردریایی یو-۳۱۶ (به انگلیسی: German submarine U-316) یک زیردریایی بود که طول آن ۶۷٫۱ متر (۲۲۰ فوت ۲ اینچ) بود. این زیردریایی در سال ۱۹۴۳ ساخته شد.